# پپ پترسون
پپ پترسون (به استونیایی: Peep Peterson) (زاده ۲۹ مارس ۱۹۷۵) سیاستمدار اهل استونی است. وی از ۱۸ ژوئیه ۲۰۲۲ به‌عنوان وزیر وزیر بهداشت و کار انتخاب شده‌است.